# La Fille automate
La Fille automate (titre original : The Windup Girl) est un roman de science-fiction biopunk de l'écrivain américain Paolo Bacigalupi publié en 2009 et traduit en français en 2012.

## Résumé
Le réchauffement climatique a fait monter le niveau des océans, les sources de carbone se sont épuisées et des ressorts manuels sont utilisés comme dispositifs de stockage d'énergie. La biotechnologie est dominante et des méga-entreprises  contrôlent la production alimentaire grâce à des semences génétiquement modifiées et recourent au bioterrorisme, à des armées privées et à des tueurs à gages économiques pour créer des marchés pour leurs produits. De fréquentes catastrophes, telles que des épidémies ravagent des populations entières. 
La Thaïlande du XXIIIe siècle fait exception. Elle conserve sa propre réserve de semences génétiquement viables, et maintient ses frontières strictement fermées. La capitale, Bangkok, à présent située sous le niveau de la mer est protégée des inondations par des digues et des pompes.

## Récompenses
- Prix Nebula du meilleur roman 2009
- Prix Hugo du meilleur roman 2010
- Prix Locus du meilleur premier roman 2010
- Prix John-Wood-Campbell Memorial 2010
- Prix Planète SF des blogueurs 2012
- Grand prix de l'Imaginaire 2013
- Prix Bob-Morane 2013[1]

## Éditions
- The Windup Girl, Night Shade Books, septembre 2009, 361 p.  (ISBN 978-1597801584)
- La Fille automate, Au Diable Vauvert, coll. « Steampunk », 9 février 2012, trad. Sara Doke, 608 p.  (ISBN 978-2846263849)
- La Fille automate, J'ai lu, coll. « Science-fiction » no 10364, 2 mai 2013, trad. Sara Doke, 639 p.  (ISBN 978-2290032664)